# Północnoosetyjska Autonomiczna Socjalistyczna Republika Radziecka
Północnoosetyjska Autonomiczna Socjalistyczna Republika Radziecka, Północnoosetyjska ASRR – republika autonomiczna w Związku Radzieckim, wchodząca w skład Rosyjskiej Federacyjnej Socjalistycznej Republiki Radzieckiej.
Północnoosetyjska ASRR została utworzona 5 grudnia 1936 r. z przekształcenia powstałego w 1924 r. Północnoosetyjskiego Obwodu Autonomicznego. Tworzenie autonomicznych jednostek terytorialnych dla mniejszości narodowych było częścią polityki tzw. korienizacji, tj. przyznawania autonomii mniejszościom narodowym zamieszkującym obszary dawnego Imperium, poprzednio dyskryminowanym i rusyfikowanym przez carat.
Północnoosetyjską ASRR zlikwidowano w 1990 r. na fali zmian związanych z rozpadem ZSRR. Jej prawną kontynuacją jest autonomiczna rosyjska republika Północna Osetia-Alania.
 Informacje nt. położenia, gospodarki, historii, ludności itd. Północnoosetyjskiej Autonomicznej Socjalistycznej Republiki Radzieckiej znajdują się w: artykule poświęconym Republice Północnej Osetii-Alanii, jak obecnie nazywa się ta rosyjska jednostka polityczno-administracyjna